# Лезя (река)
Лезя — река в Ярском районе Удмуртии в России. Длина реки — 13 км. Площадь водосборного бассейна — 81 км².
Высота истока — 218 м над уровнем моря. Берёт начало на Красногорской возвышенности. Сначала течёт на северо-восток, затем поворачивает на северо-запад, после течёт на север. Слева впадает в реку Чепца. На реке расположена деревня Байдалино и Мосеево. Также через реку построены автомобильный и железнодорожный мост возле деревни Мосеево.

## Данные водного реестра
По данным государственного водного реестра России относится к Камскому бассейновому округу. Код водного объекта 10010300112111100033292.